# Felice Trojani
Felice Trojani (Roma, 18 aprile 1897 – Rho, 3 novembre 1971) è stato un ufficiale, ingegnere ed esploratore italiano, progettista di dirigibili, di aeroplani, di hangar e di aeroporti, nonché di opere edili di pregio, anche ecclesiastiche, ed infine scrittore.
Collaborò con Umberto Nobile alla progettazione dei dirigibili di tutta la serie N, e partecipò alla preparazione ed alla spedizione del dirigibile N-4, denominato Italia volta alla seconda conquista del Polo Nord avendo il ruolo di Timoniere di quota e quello di supervisore tecnico in quanto progettista. Il Dirigibile Italia andò perduto in quella seconda spedizione scientifica del 1928 sulla banchisa polare. Trojani fu uno dei sopravvissuti all'impatto e, insieme ai suoi 8 compagni, venne tratto in salvo sul pack artico dopo 48 giorni trascorsi al riparo nel celebre accampamento della Tenda Rossa, da lui stesso progettata.
(Felice Trojani, L'ultimo Volo - L'avventura degli uomini della Tenda Rossa; Mursia, Milano 1967; pp.235-236.)

## Biografia
Felice Trojani nacque a Roma, il 18 Aprile 1897, da Pietro Trojani un Ufficiale dell'Esercito, ed impiegato statale, e da Maria Antonietta Terinelli di professione insegnante.
Trojani trascorse tutta la sua giovinezza a Roma, e frequentò il Liceo ginnasio Torquato Tasso (Roma). Per meriti fu ammesso alla prestigiosa Regia Scuola di Applicazione degli Ingegneri di San Pietro in Vincoli, a Roma.
La chiamata alle armi per lo scoppio della prima guerra mondiale lo vide giovane ufficiale con il grado di Aspirante nella Brigata Arno, assegnato al Battaglione Aviatori del Regio Esercito.
Durante la Battaglia di Caporetto, non si ritirò dalle linee con il suo reparto e fu fatto prigioniero sul Monte Cucco di Luico (Kuk).
Alla fine del Primo Conflitto Mondiale, tornato in patria dalla prigionia a Cellelager in Germania, quale ex-combattente fu decorato e promosso, e divenne Sottotenente del Genio Aeronautico, ed in seguito Ufficiale superiore con il grado di Maggiore.
Nel 1919, Trojani riprese gli studi accademici laureandosi in ingegneria nel 1922. Il suo primo impiego presso la CNA (Compagnia Nazionale Aeronautica) lo rese una figura interessante e poliedrica al punto che fu poi subito chiamato a lavorare quale ingegnere progettista presso lo Stabilimento di Costruzioni Aeronautiche (SCA), di pertinenza militare e posto sotto il comando del Generale Umberto Nobile.
Tra il 1923 ed il 1924 l'Ingegner Trojani lavorò alacremente presso lo SCA per la progettazione e la costruzione del dirigibile N-1, denominato Norge, che vide il suo volo inaugurale il 29 Marzo 1926 nei cieli di Roma, e con il quale il Generale Umberto Nobile conquisterà il Polo Nord il 12 Maggio 1926 alle ore 1:30 (GMT).

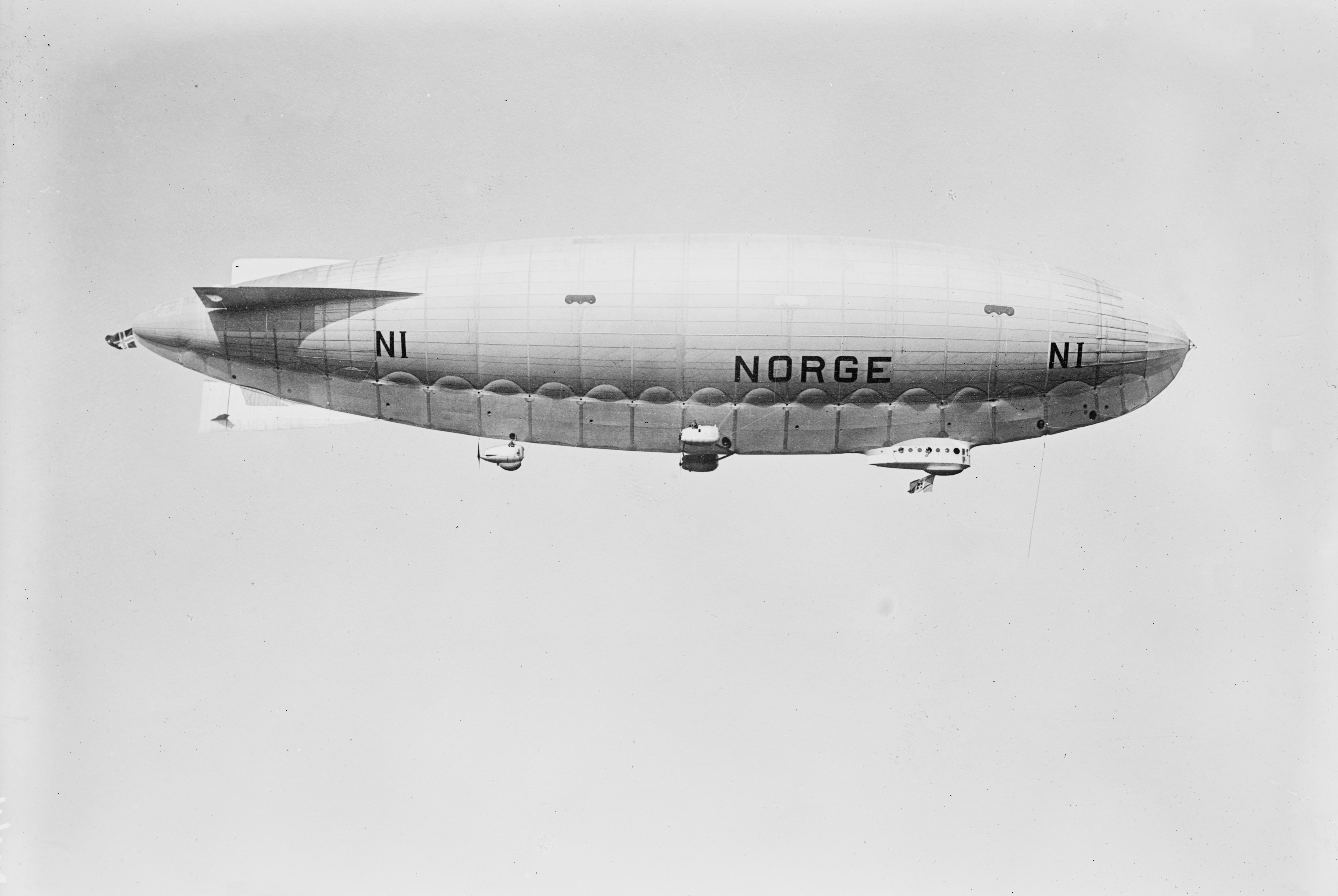
Il Dirigibile semirigido Norge

Felice Trojani progetterà per quella missione l'originale hangar di Kingsbay alle Isole Svalbard, privo di tetto per prevenire il sovraccarico da neve ma capace di ridurre i carichi laterali dovuti ai forti venti della zona, e progetterà anche la torre d'attracco che ancora oggi è presente nella cittadina Norvegese di Ny-Ålesund.

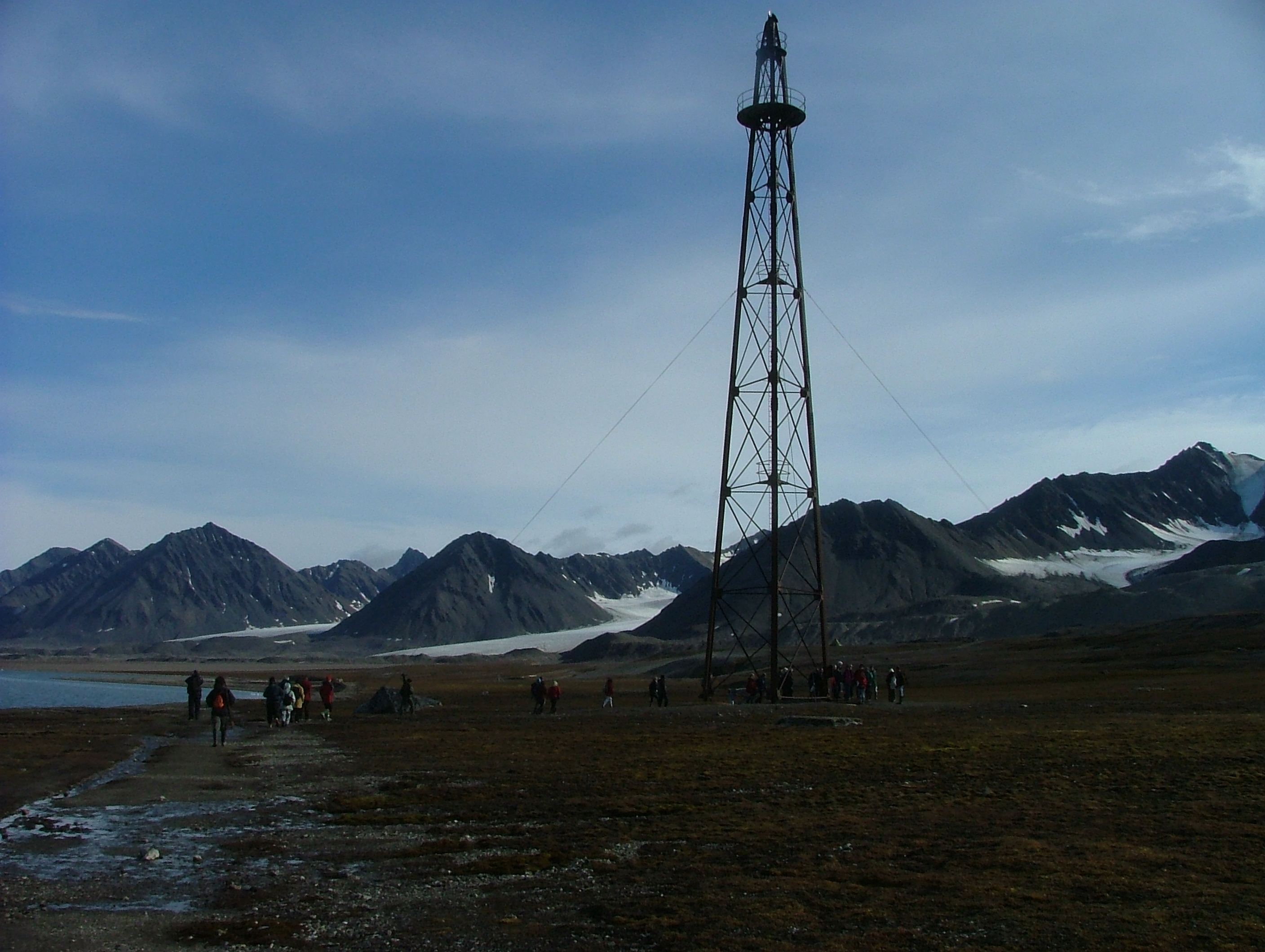
Il pilone di attracco a Ny-Ålesund, alle Isole Svalbard-Norvegia

A seguito dei successi derivanti dalla notorietà per la conquista del Polo Nord, fu inviato in Giappone nel 1926 per lavoro, e vi ritornò nel Gennaio 1927 insieme al Generale Umberto Nobile per il montaggio del dirigibile N-3, costruito sempre nelle officine di Roma per conto della Marina Imperiale Giapponese che lo aveva acquistato.
Il Generale Umberto Nobile, concluse le attività in Giappone, gli chiese in quell'occasione di collaborare attivamente al progetto, alla costruzione, all'allestimento e a partecipare alla spedizione del dirigibile N-4, già denominato orgogliosamente Italia per il ritorno al Polo Nord.
Dopo aver partecipato alla progettazione ed alla costruzione dell'Aeroporto del Littorio a Roma (oggi noto con il nome Aeroporto dell'Urbe), si dedicò completamente e con entusiasmo alla seconda missione artica del Generale Umberto Nobile.
Il dirigibile N-4 fu costruito a tempo di record e modificato rispetto alle versioni precedenti, per le necessità scientifiche dell'ardita missione esplorativa artica.
Durante l'attenta progettazione dell'N-4, criticò alcune modifiche volte all'alleggerimento della struttura dell'aeronave, poiché le riteneva pericolose per un possibile cedimento strutturale che tuttavia non si verificò.
Per la sua perfetta conoscenza tecnica dell'aeronave, Trojani fu membro dell'equipaggio con il ruolo di Ufficiale Timoniere di quota, nonché sovrintendente tecnico, e conquisterà insieme a tutto l'equipaggio il Polo Nord il 24 Maggio 1928 alle ore 00:24 GMT.

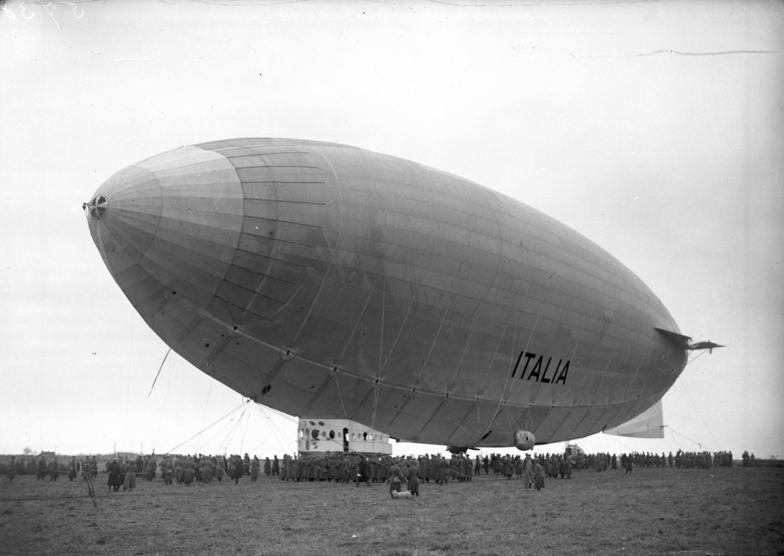
Il Dirigibile semirigido Italia

Felice Trojani è il progettista della celebre Tenda di soccorso appositamente concepita con tecnologie avanzate, e che in seguito allo schianto sul pack artico verrà denominata la Tenda Rossa, nella quale i sopravvissuti alla caduta del dirigibile troveranno rifugio per tutta la loro permanenza sui ghiacci artici.
Nel 1932, a seguito delle asperrime polemiche seguite alla tragedia per la perdita di uomini e dell'aeronave, decise di seguire ancora una volta il Generale Umberto Nobile in Unione Sovietica, alla Dirižablestroj (Дирижаблестрой) di Dolgoprudnyj.

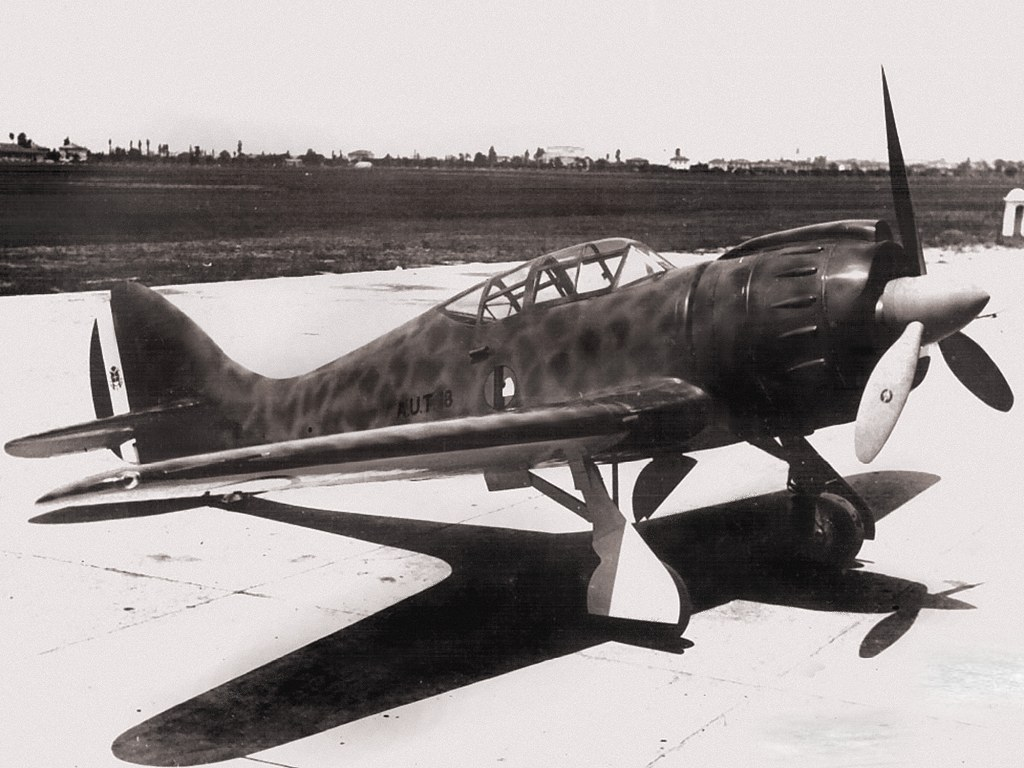
Il caccia monoposto AUSA AUT 18

Nel 1934 l'ingegner Felice Trojani, decise di sviluppare un progetto personale per un caccia biposto innovativo interamente metallico, con carrello d'atterraggio retrattile ed armamento offensivo integrato nelle ali che fece il suo primo volo nella primavera del 1939.
Il caccia denominato AUSA AUT 18 fu sviluppato dall'Aeronautica Umbra S.A. (AUSA) di Foligno, ove Trojani era divenuto Direttore tecnico.. Nel 1939 sviluppò anche l'aereo bimotore AUSA AUT 45 , rimasto allo stadio dei modelli per il tunnel aerodinamico e della cella di carico.
Durante la seconda guerra mondiale, lavorò a Roma, anche come ingegnere civile per conto dell'Impresa Castelli accreditata presso la Città del Vaticano,
Al termine della seconda guerra mondiale, alla ricerca di occasioni di lavoro migliori di quelle scarse disponibili in Italia nell'immediato dopoguerra, emigrò in Brasile, a San Paolo, ove aprì un'industria di meccanica di precisione.
Unico dei superstiti della spedizione del dirigibile Italia a non aver mai raccontato pubblicamente la propria versione, anche per il divieto (disatteso da tutti gli altri) posto ai partecipanti dalla Società geografica italiana, finanziatrice della spedizione, venne contattato nel 1960 dallo psichiatra statunitense George Simmons, all'epoca alla ricerca di informazioni per il suo volume Target: Arctic, in cui analizzò la psicologia dei partecipanti alla corsa al Polo Nord.
Simmons convinse l'ingegner Felice Trojani a raccontare la sua verità, ed anche tutti i prodromi e le conseguenze sulla propria vita della partecipazione alla spedizione. La coda di Minosse divenne così il racconto di mezzo secolo di aeronautica in Italia, dai suoi albori sino alla seconda guerra mondiale.
La coda di Minosse meritò alla sua uscita le positive recensioni di Dino Buzzati sul Corriere della Sera e di Carlo Casalegno su La Stampa, e guadagnò nel 1966 il Premio Cultura della Presidenza del Consiglio dei Ministri.
Nel 1967 verrà pubblicato il suo libro L'Ultimo Volo - chiamato il Minossino in ambito editoriale - in cui raccontò una versione per ragazzi (ma che negli anni verrà riedito, sino ad oggi, nelle collane per grandi) dell'avventura del Dirigibile Italia e degli uomini che sopravvissero all'impatto con il pack artico nella Tenda Rossa, in cui scriverà, non senza rammarico:
(Felice Trojani, L'ultimo Volo - L'avventura degli uomini della Tenda Rossa; Mursia, Milano 1967; - Epilogo, pp.235)
Dal 1964 si stabilirà definitivamente in Italia, a Milano, per seguire l'edizione dei suoi libri e continuando a lavorare in ambito ingegneristico, collaborando anche con il Politecnico di Milano presso il quale tenne anche alcune lectio magistralis.

L'Ingegner Felice Trojani si spegnerà presso l'ospedale di Rho (Milano) il 3 Novembre 1971 (a Rho perché a Milano non c'erano posti disponibili, a trovare il posto in ospedale fu il titolare della ditta Moretti, che aveva costruito la Tenda Rossa ) lasciando tra i suoi svariati e numerosi scritti, alcune considerazioni personali che descrivono l'uomo:
(Felice Trojani, L'ultimo Volo - L'avventura degli uomini della Tenda Rossa; Mursia, Milano 1967; - Epilogo, pp.236)

## Pubblicazioni
- La coda di Minosse: vita di un uomo, storia di una impresa, IX edizione, Milano, 2007, Ugo Mursia.
- L'ultimo volo, IV edizione, Milano, 2008, Ugo Mursia.
- Roald Engelbert Amundsen - L'eroe dei ghiacci polari, Milano, 1971, Ugo Mursia.
- La regina di Tuxar, Milano 1970, Ugo Mursia.
- Il romanzo dell'aviazione, Milano 1969, Ugo Mursia - Roma 2012, Lulu
- Lezioni tenute agli allievi piloti di aeroplano, CNA, Cerveteri 1924.
- Apertura di un nuovo aeroporto in Roma per aeroplani ed idrovolanti, IV Congresso Internazionale di Navigazione Aerea, Roma, ottobre 1927
- Documenti Tecnici, Aeronautica Umbra AUT.18, 1934.

## Galleria d'immagini

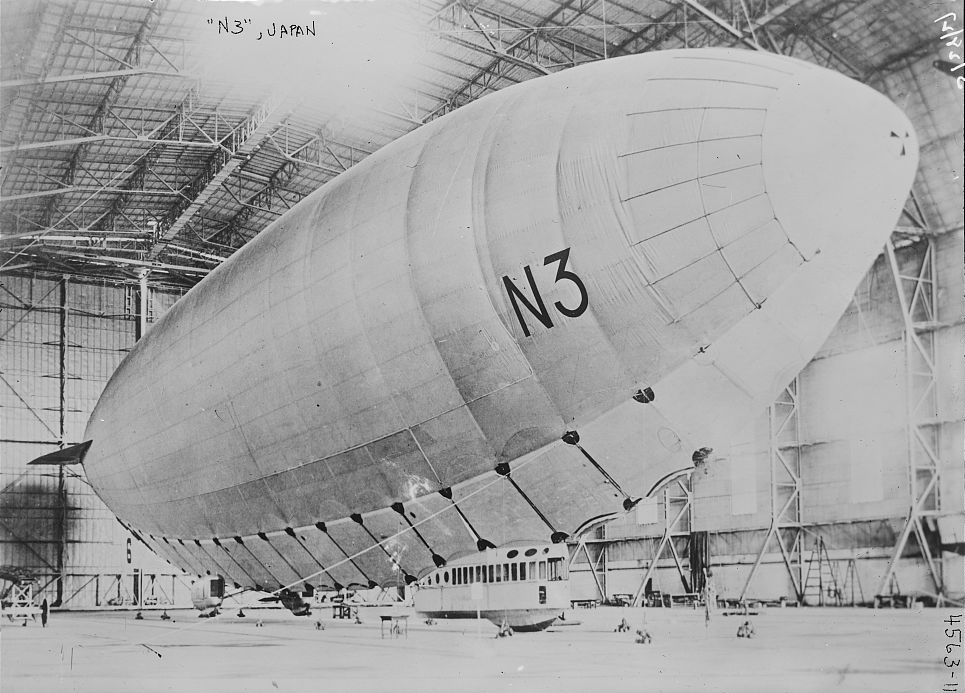
Dirigibile N-3 nell'hangar in Giappone
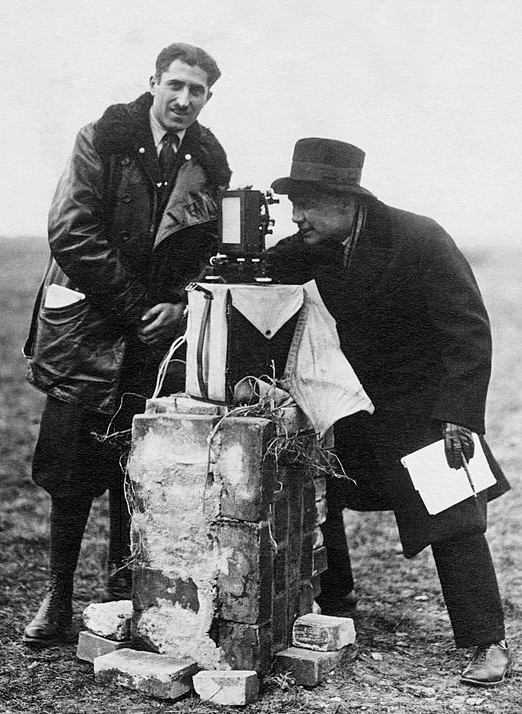
Aldo Pontremoli e Finn Malmgren nel 1926 durante una misurazione del campo magnetico terrestre
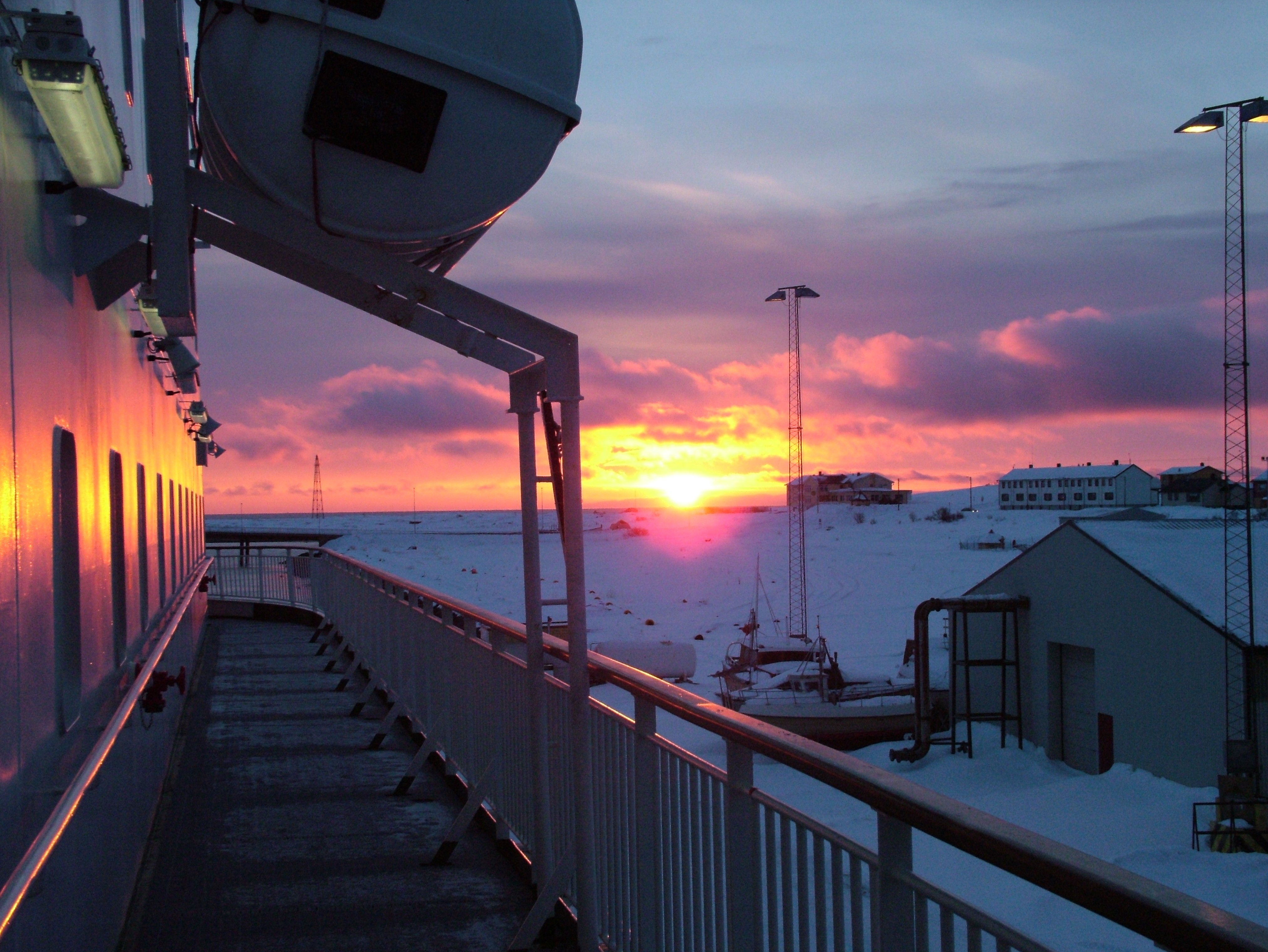
Vadso, Norvegia; Veduta del pilone d'attracco usato dal Dirigibile Norge nel 1926
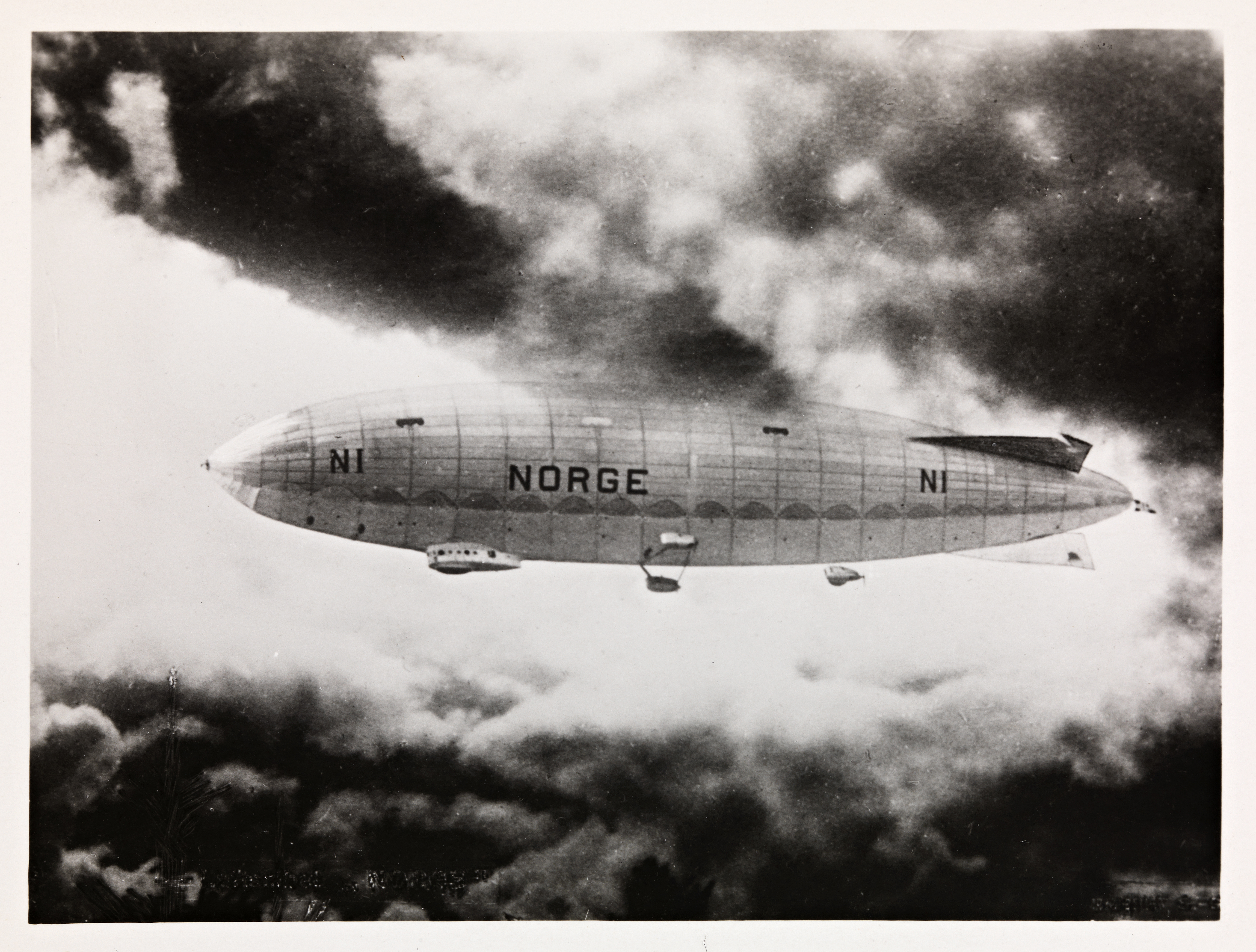
Dirigibile Norge in volo nel 1926
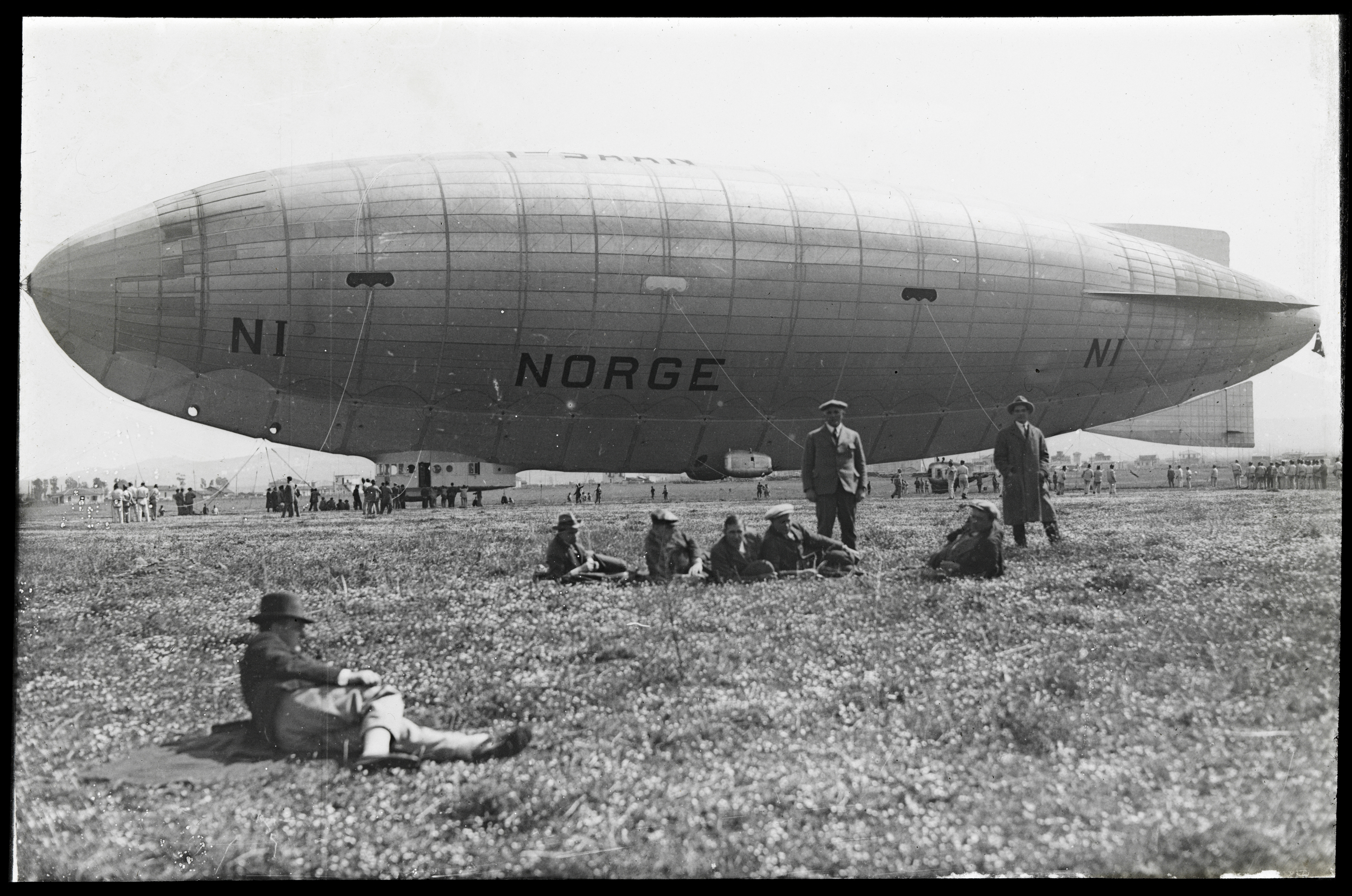
Dirigibile Norge all'aeroporto di Ciampino, Italia nel 1926
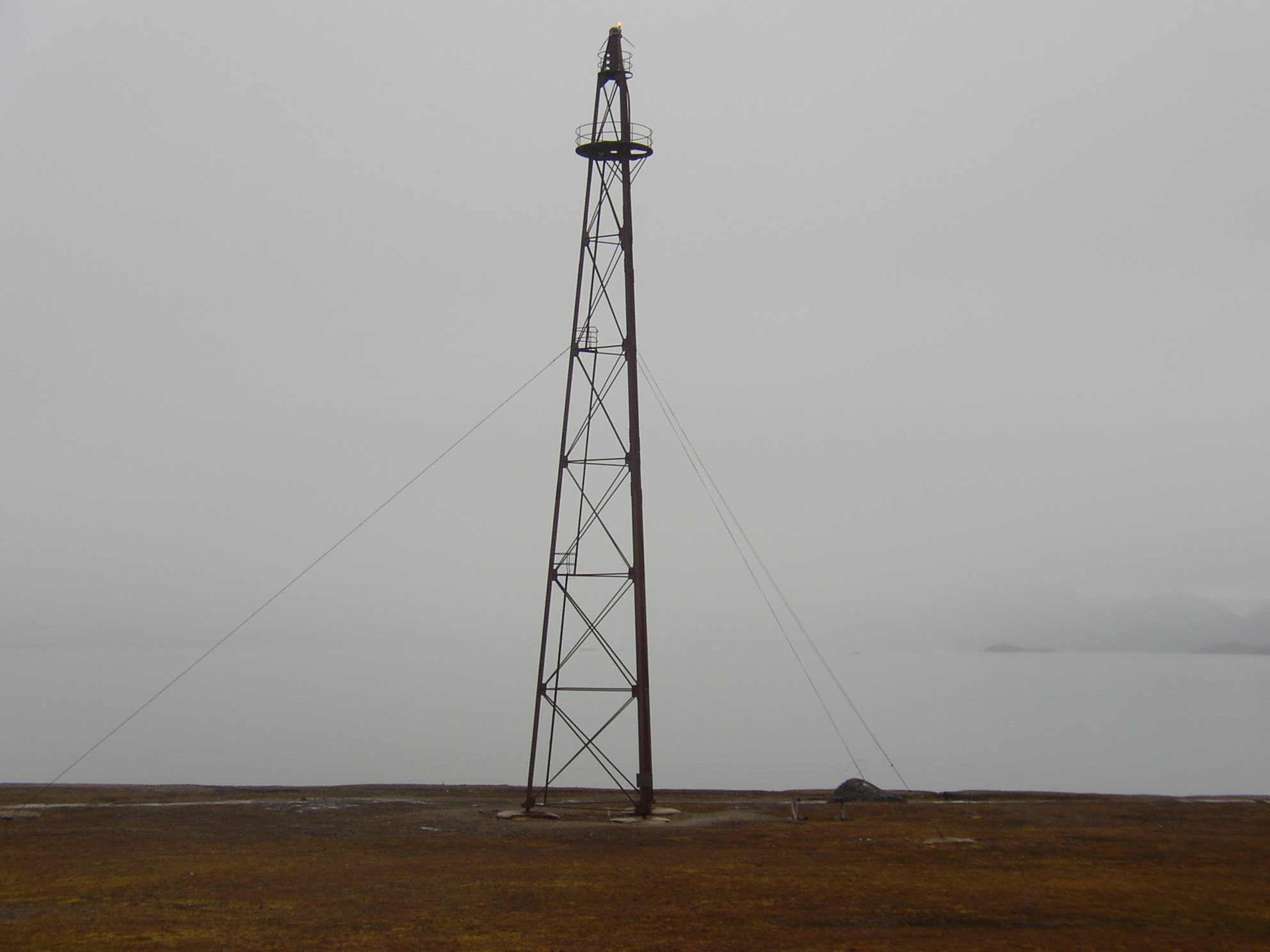
Ny-Alesund, Pilone d'attracco per i dirigibili Norge e Italia
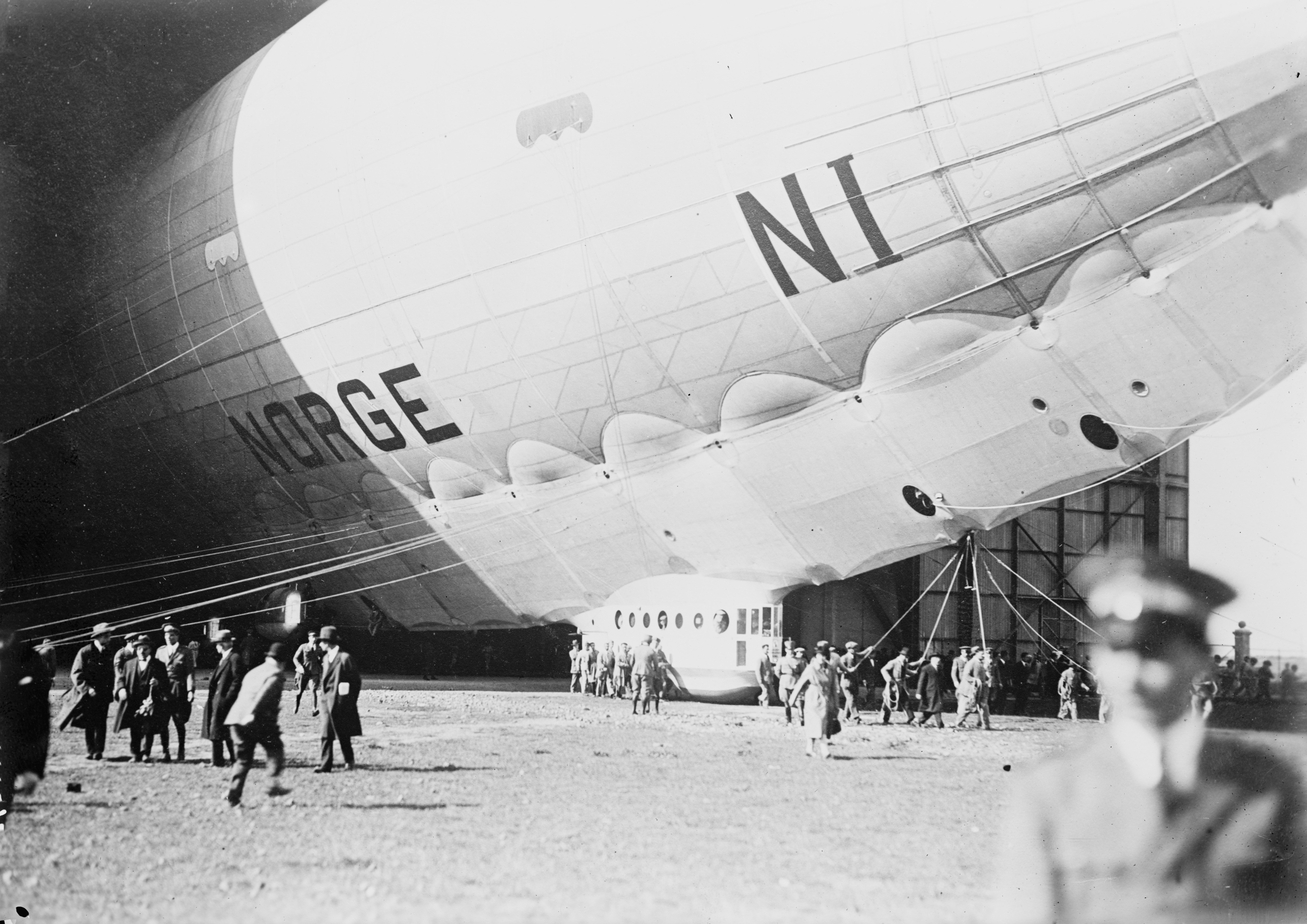
Dirigibile Norge in uscita dall'hangar nel 1926
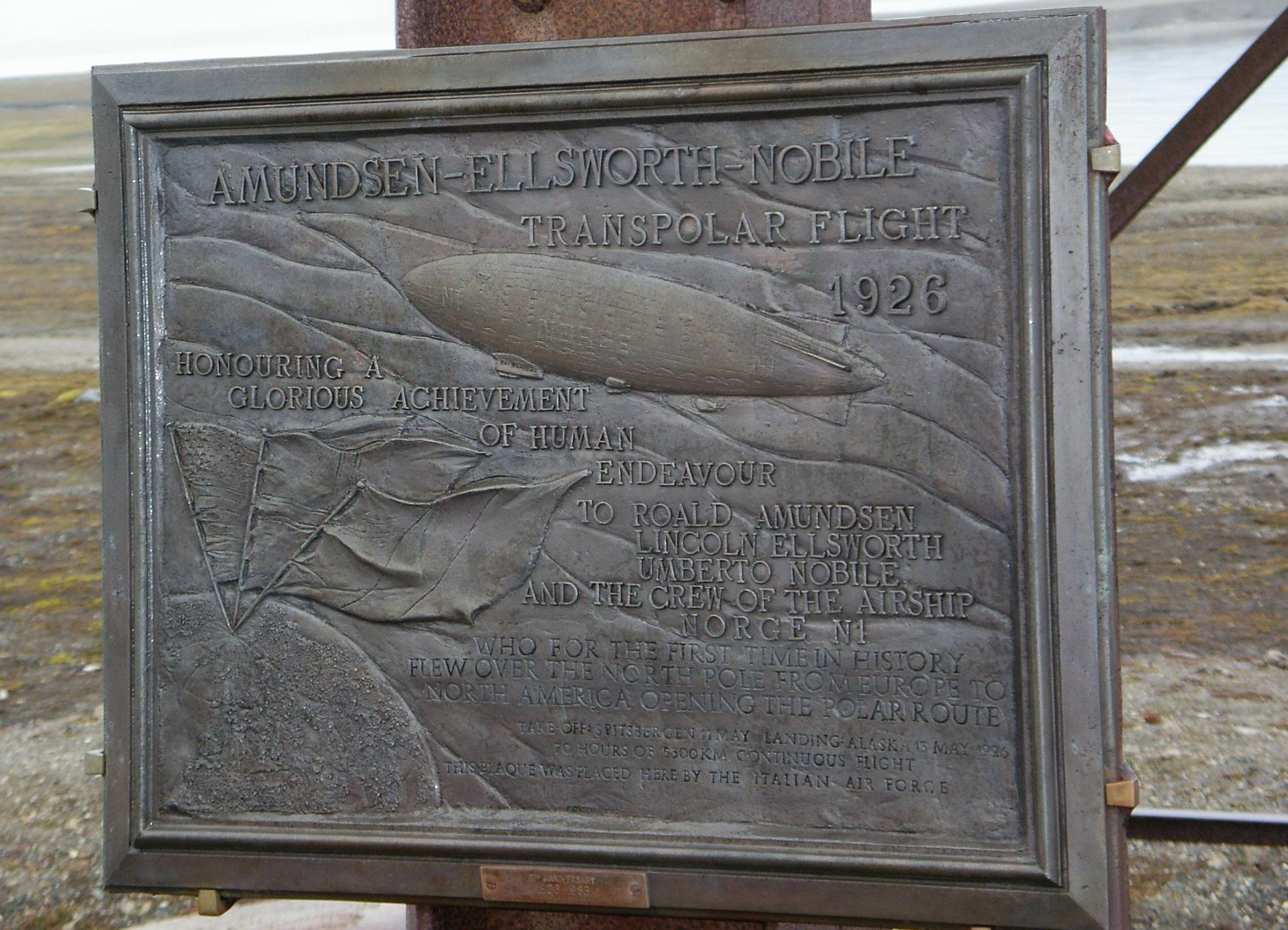
Ny-alesund, Targa bronzea della spedizione artica del Norge al Polo Nord